# Муснад Абу Йала аль-Мавсили
Му́снад Абу́ Йала́ аль-Ма́всили (араб. مسند أبي يعلى الموصلي‎) — сборник хадисов, мусульманских преданий о жизни и деятельности пророка Мухаммеда, автор которого Абу Йала аль-Мавсили.

## Автор
Абу Йала родился 3 числа месяца Шавваль в 210 году по мусульманскому летоисчислению. Путешествовал по мусульманскому миру в поисках знаний, обучался у Абу Бакра ибн Абу Шейбы, Али ибн аль-Мадини, Яхъи ибн Маина и у многих других улемов того времени. Со слов Абу Йала хадисы передавали ан-Насаи, Ибн Хиббан, ат-Табарани, Ибн Ади, Ибн ас-Сунни и другие.

## Описание книги
У Муснада Абу Йала есть две версии:
- Муснад ас-Сагир (араб. المسند الصغير‎, Малый муснад) — краткая версия, которая передаётся от Абу Амра (Мухаммад ибн Ахмад ибн Хамдани аль-Хири; ум. в 986 году). На эту версию опирался хафиз Али ибн Абу Бакр аль-Хайсами в «Маджма аз-Заваид».
- Муснад аль-Кабир (араб. المسند الكبير‎, Большой муснад) — более объёмная версия от Абу Бакра (Мухаммад ибн Ибрахим ибн Али ибн Асим ибн аль-Мукри аль-Исфахани; ум. в 991 году). На эту версию опирались: аль-Хайсами в «аль-Максад аль-Али», аль-Бусайри и Ибн Хаджар аль-Аскаляни.

Муснад аль-Мавсили содержит 7555 хадисов, категоризированных согласно именам тех сподвижников Мухаммеда, от которых передаются эти предания. Число сподвижников в этом муснаде равно 210.
Исмаил ат-Тайми говорил:

Я читал множество муснадов, как Муснад аль-Адани, Муснад Ахмада ибн Мани’а, и они были подобны рекам, а Муснад Абу Йала подобно морю, является местом сбора всех рек.
Оригинальный текст (ар.)قرأت المسانيد،كمسند العدني، ومسند أحمد بن منيع، وهى كالأنهار، ومسند أبي يعلى كالبحر يكون مجتمع الأنهار.

## Издания
- Абу Йала аль-Мавсили. Муснад Абу Йала = مسند أبي يعلى / Хусейн Салим. — Дар аль-Мамун, 1983. (в 16 томах; на основе версии от Абу Амра).
- Абу Йала аль-Мавсили. Муснад Абу Йала = مسند أبي يعلى. — Иршад аль-Хакк аль-Асари, 1983. (в 6 томах; количество хадисов: 7517).